# Blaignan
Blaignan foi uma comuna francesa na região administrativa da Nova Aquitânia, no departamento da Gironda. Estendia-se por uma área de 6,88 km². Em 2010 a comuna tinha 470 habitantes (densidade: 68,3 hab./km²).
Em 1 de janeiro de 2019, passou a formar parte da nova comuna de Blaignan-Prignac.